# Blackface

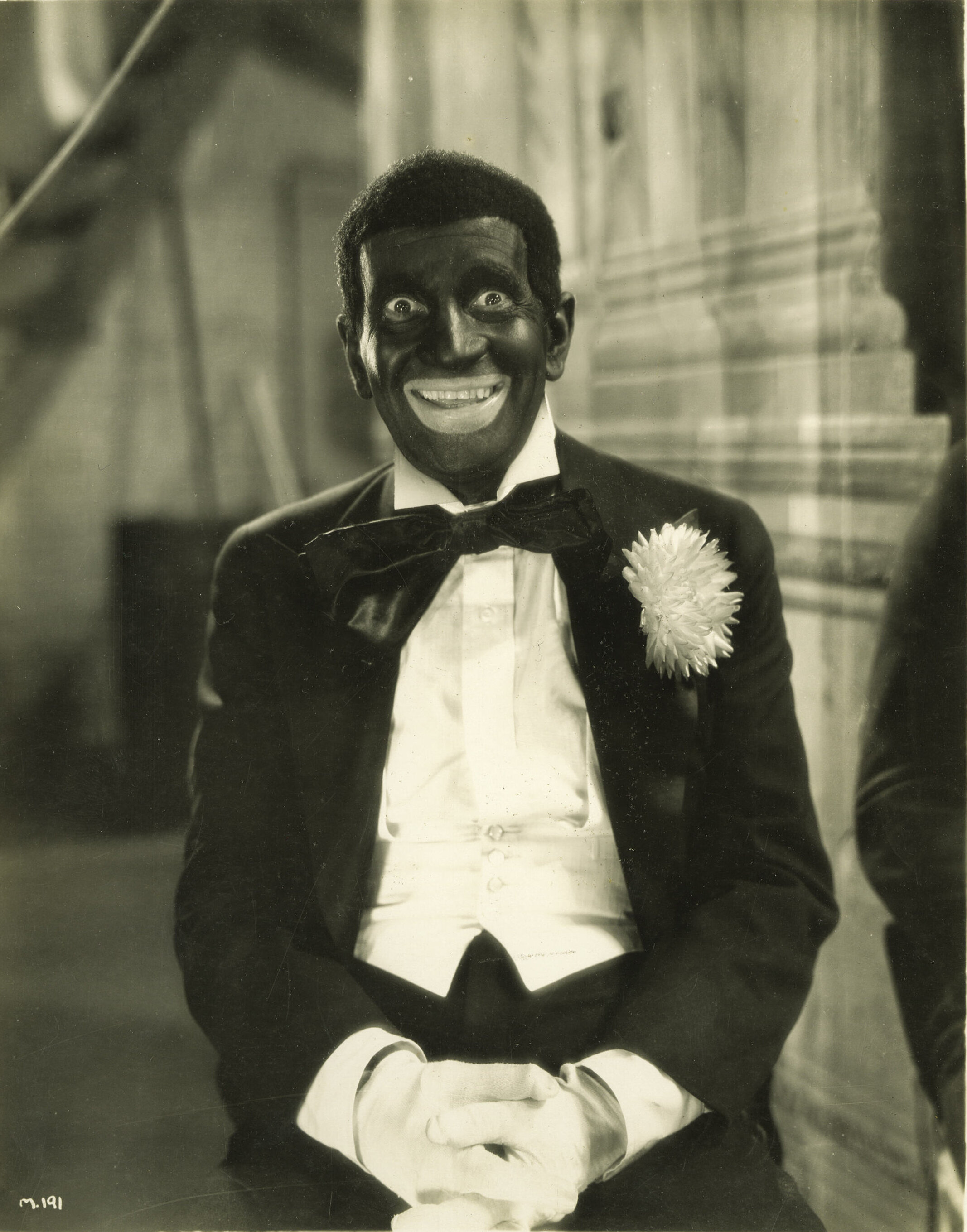
Actorul lituanian Al Jolson în blackface (Mammy, film din 1930)

Blackface este o formă de machiaj folosită cu precădere în teatru și film pentru a caricaturiza înfățișarea unei persoane de culoare.
În Statele Unite, această practică a devenit populară în secolul al XIX-lea și a contribuit la răspândirea unor stereotipuri rasiale precum „negrul vesel de pe plantație” sau „negrul dandy”. Până la mijlocul secolului, spectacolele de menestrel cu chip de negru deveniseră o formă distinctă de artă americană. 
Blackface a scăzut în popularitate începând cu anii 1940, și odată cu mișcarea pentru drepturile civile din anii 1950 și 1960, fiind în general considerată extrem de ofensatoare, lipsită de respect și rasistă. Cu toate acestea, practica (sau altele cu aspect similar) continuă și în secolul XXI în unele țări europene (Belgia, Țările de Jos sau Luxemburg).

## Istorie
Nu există date asupra unui singur moment care să constituie originea blackface. Jurnalistul și comentatorul cultural John Strausbaugh o plasează ca parte a unei tradiții de „afișare a negrului pentru plăcerea și edificarea spectatorilor albi”, care datează cel puțin din 1441, când africanii occidentali captivi au fost prezentați în Portugalia. Oamenii albi au portretizat în mod obișnuit personajele de culoare în teatrul elisabetan și iacobean, cel mai cunoscut exemplu fiind Othello (1604). Cu toate acestea, Othello și alte piese din acea epocă nu implicau emulația și caricatura „unor presupuse calități înnăscute ale negrului, cum ar fi muzicalitatea inerentă, atletismul” etc., pe care Strausbaugh le consideră cruciale pentru blackface.
Blackface a fost un tip de spectacol tradițional în teatrul american timp de aproximativ 100 de ani, începând din jurul anului 1830.
Atât în Statele Unite, cât și în Marea Britanie, machiajul blackface a fost cel mai des folosit în tradiția spectacolelor de menestrel. Primii artiști albi care au jucat în blackface au folosit dopuri de plută arse, pudră neagră, sau, mai târziu, fond de ten și cremă de pantofi pentru a-și înnegri pielea și a-și exagera buzele, purtând adesea peruci de lână, mănuși, frac sau haine zdrențuite pentru a completa transformarea. Conform unei surse din 1901: „Blackface se prepară cel mai bine arzând pe rumeguș un dop de plută obișnuit, pentru o textură cât mai bună, în timp ce îl păstrezi pe o tablă de fier, pentru a-l menține curat. Apoi trebuie să fie crăpat și ținut la uscat până când îți uzi mâinile și ți le freci pe față. Acest lucru să fie repetat până când te înnegrești complet. După care, trebuie să iei niște perii mici și să-ți ștergi murdăria, pentru a-ți luci mâinile.” Ulterior, chiar și artiștii de culoare au jucat în blackface.

### În teatru și film
În primii ani ai cinematografiei, personajele de culoare erau interpretate în mod regulat de oameni albi în blackface. În prima adaptare cinematografică a filmului Coliba unchiului Tom (1903), toate rolurile majore ale negrilor au fost interpretate de persoane albe. Chiar și Unchiul Tom din 1914, cu actorul afro-american Sam Lucas în rol principal, a avut un bărbat alb în blackface pentru rolul lui Topsy. Nașterea unei națiuni (1915), regizat de D. W. Griffith, a folosit persoane albe în blackface pentru a reprezenta toate personajele principale de culoare, dar reacția împotriva rasismului filmului a pus capăt acestei practici (cel puțin în filmele dramatice). Ulterior, oamenii albi în blackface vor apărea aproape exclusiv în comedii, sau „teatraliza” negrii în contextul unui spectacol de vodevil sau de menestrel din cadrul unui film. Cu toate acestea, alte etnii, precum nativii-americani, asiaticii sau arabii, au continuat să fie portretizate de albi pentru încă câteva decenii.
Din anii 1910 și până la începutul anilor 1950, mulți artiști de renume de pe scenă și de pe marile ecrane au jucat în blackface. Printre starurile americane vinovate se numără Al Jolson, Eddie Cantor, Bing Crosby, Fred Astaire, Buster Keaton, Joan Crawford, Irene Dunne, Doris Day, Milton Berle, William Holden, Marion Davies, Myrna Loy, Betty Grable, Dennis Morgan, Stan și Bran, Betty Hutton, The Three Stooges, Frații Marx, Mickey Rooney, Shirley Temple, Judy Garland, Donald O'Connor, Chester Morris și George E. Stone, în câteva filme din seria Boston Blackie.
În 1936, când Orson Welles era în turneu cu Voodoo Macbeth; actorul principal, Maurice Ellis, s-a îmbolnăvit, așa că Welles l-a înlocuit, jucând în blackface.

## Zwarte Piet

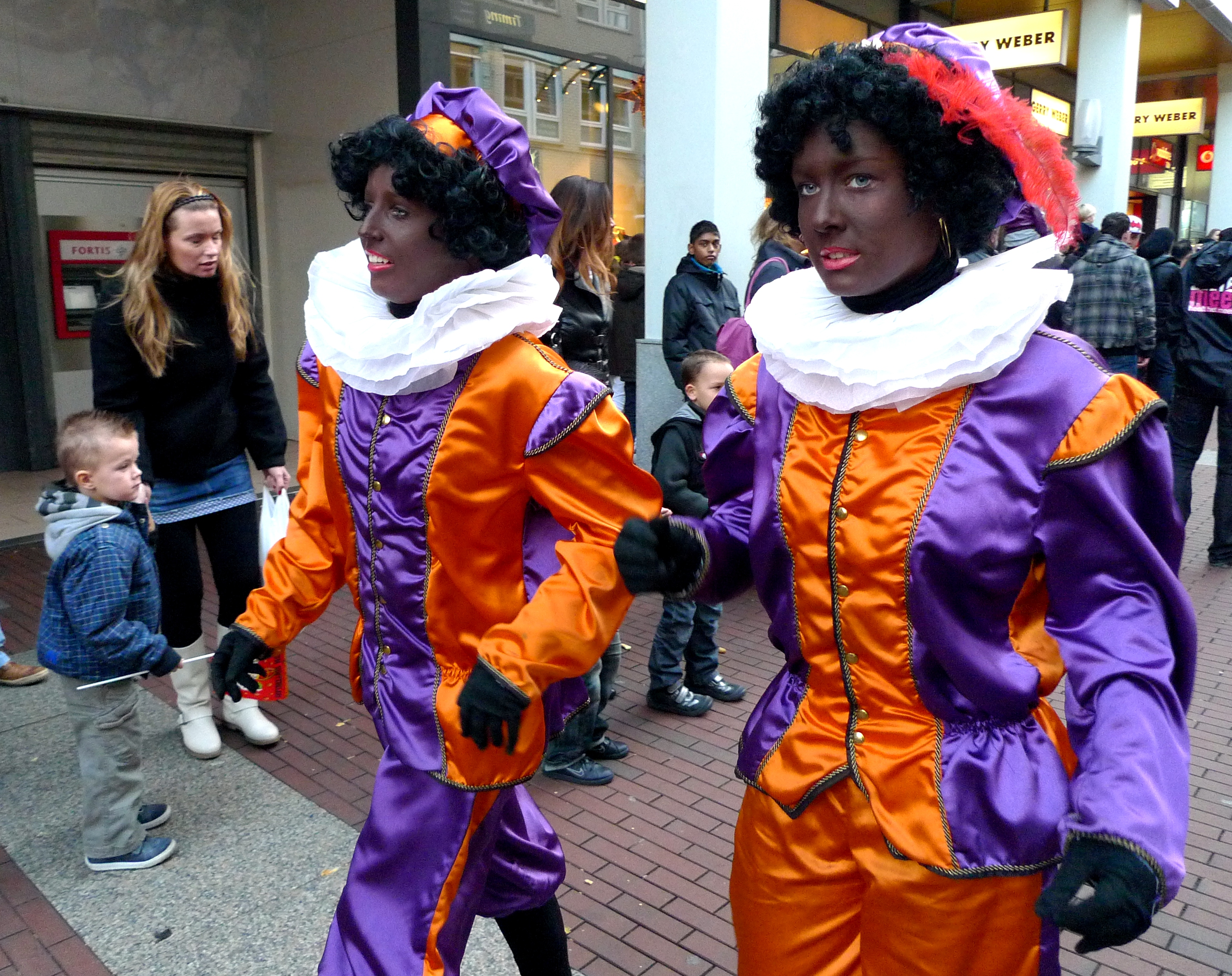
Olandeze în blackface, 2009

Zwarte Piet (în luxemburgheză: Schwaarze Péiter, indoneziană: Schwaarze Péiter: Pit Hitam), cunoscut în engleză sub numele Black Pete (Negrul Pete), este tovarășul Sfântului Nicolae (în olandeză: Sinterklaas, în luxemburgheză: Sinterklaas: Kleeschen, indoneziană: Sinterklas) în folclorul Țărilor de Jos. Cea mai veche ilustrație cunoscută a personajului provine dintr-o carte din 1850 a învățătorului Jan Schenkman din Amsterdam, în care acesta era descris ca un maur negru din Spania.
Cei care portretizează versiunea tradițională a lui Zwarte Piet se machiază, de obicei, în blackface și poartă o ținută renascentistă colorată, pe lângă peruci crețe și ruj roșu aprins. Din anii 2010, personajul a devenit din ce în ce mai controversat și din ce în ce mai puțin întâlnit la sărbătorile municipale. Începând din 2021, o versiune revizuită, supranumită Sooty Piet (în olandeză: Roetveegpiet), a devenit mai populară decât varianta tradițională la evenimentele publice, pe lângă faptul că apare în emisiuni speciale de televiziune, filme, social media și publicitate. Sooty Piet prezintă tonul natural al pielii actorilor care interpretează personajul, cu urme de funingine create de machiaj negru.